# Diplazon pullatus
Diplazon pullatus är en stekelart som beskrevs av Dasch 1964. Diplazon pullatus ingår i släktet Diplazon och familjen brokparasitsteklar. Inga underarter finns listade i Catalogue of Life.